# Stefano Domenicali
Stefano Domenicali (Ímola, 11 de maio de 1965) é um dirigente esportivo italiano que atualmente ocupa os cargos de diretor executivo e presidente do Formula One Group.

## Carreira
Formado em Economia pela Universidade de Bolonha, passou a trabalhar na Ferrari logo após a conclusão do curso.
Sucedeu Jean Todt no cargo de diretor desportivo da equipe Ferrari na Fórmula 1.
Logo em seu primeiro ano no cargo em 2008, a equipe faturou o Mundial de Construtores. Nas temporadas seguintes não obteve nenhum êxito até que na segunda, 14 de Abril de 2014, a Ferrari anunciou que Stefano Domenicali deixou o cargo de chefe da equipe na Fórmula 1. Ele foi substituído por Marco Mattiacci, diretor-executivo da Ferrari para a América do Norte. Domenicali sai depois de mais um início de temporada de 2014 bem ruim.
"Há momentos específicos na vida profissional de todos em é preciso ter a coragem de tomar decisões difíceis e muito sofridas. É hora de fazer uma mudança importante. Como chefe, assumo a responsabilidade da situação que estamos vivendo. É uma decisão tomada com o desejo de fazer algo para agitar as coisas e para o bem deste grupo", disse Domenicali.
Em nota oficial, o presidente Luca di Montezemolo agradeceu pelos serviços prestados do dirigente à equipe:
"Agradeço a Stefano Domenicali não apenas pela sua constante contribuição e empenho, mas pelo grande senso de responsabilidade que soube demonstrar até hoje sobrepondo os interesses da Ferrari ao seus próprios. Tenho estima e afeto por Domenicali, que vi crescer profissionalmente nestes 23 anos de trabalho juntos e por isso desejo sorte e sucesso para o seu futuro", disse o presidente. Em 15 de março 2016 foi nomeado CEO da Automobili Lamborghini SpA, sucedendo Stephan Winkelmann, que retornou ao cargo em 1 de dezembro de 2020, após a saída de Domenicali. A Lamborghini é uma subsidiaria da Audi e ambas pertencem ao grupo Volkswagen. Em setembro de 2020, foi anunciado que Domenicali substituiria Chase Carey como diretor executivo e presidente da Fórmula 1 a partir da temporada de 2021.